# Maschinenpistole 38
À la veille de la Seconde Guerre mondiale, l'armée allemande eut besoin d'une arme compacte mais fournissant une puissance de feu supérieure à un simple pistolet pour armer ses troupes parachutistes, ses équipages de chars et de transport : le Maschinenpistole 38 ou couramment appelé le MP 38 était né. Cette arme eut d'emblée un tel succès que l'armée s'en dota pour l'ensemble de ses troupes.

## Histoire

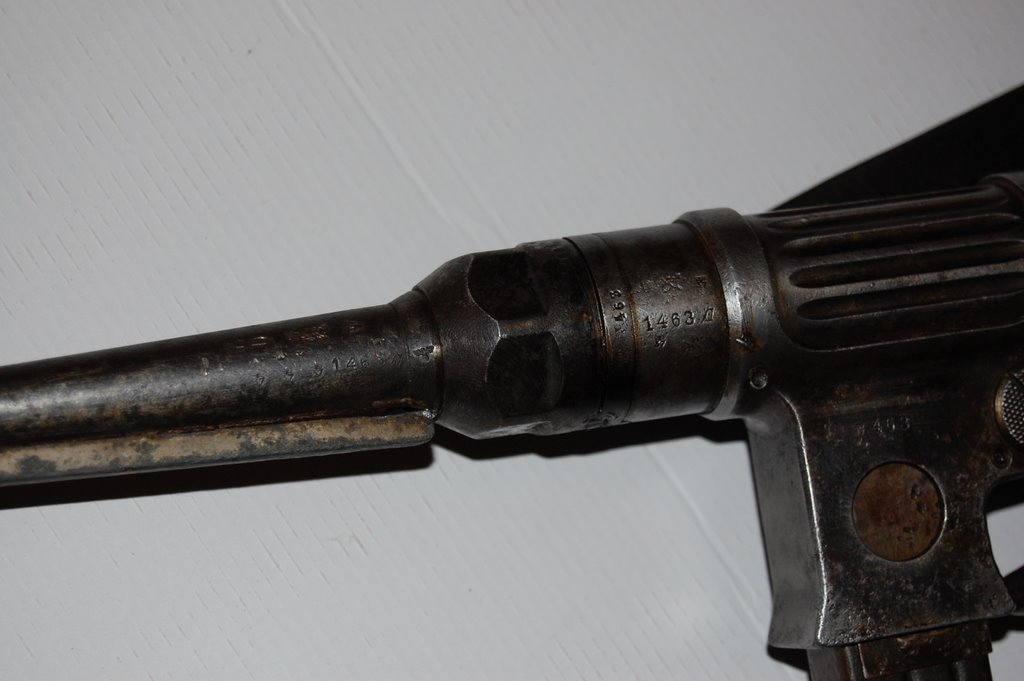
Détail du logement de chargeur percé et de l'appendice en aluminium sous le canon

À partir de 1932, la firme ErMa d'Erfurt commercialise un pistolet mitrailleur sur base d'un brevet acheté deux ans plus tôt à un ingénieur : Heinrich Vollmer. Elle baptisera cette arme du nom d'ERMA EMP-35 (Erma Machinepistol). Il était considéré comme le meilleur pistolet mitrailleur de l'époque.
Quelque peu encombrant pour les équipages d'engins blindés, l'armée allemande demanda à ErMa de faire l'étude d'un type d'arme similaire pouvant tirer une munition identique à celle des pistolets (9 mm Parabellum) et surtout muni d'une crosse repliable lui permettant un emploi aisé depuis l'intérieur des véhicules.
Après quelques prototypes passant par un MP 36 fabriqué à très peu d'exemplaires, le MP 38 était adopté par la Wehrmacht en juin 1938

## Conception

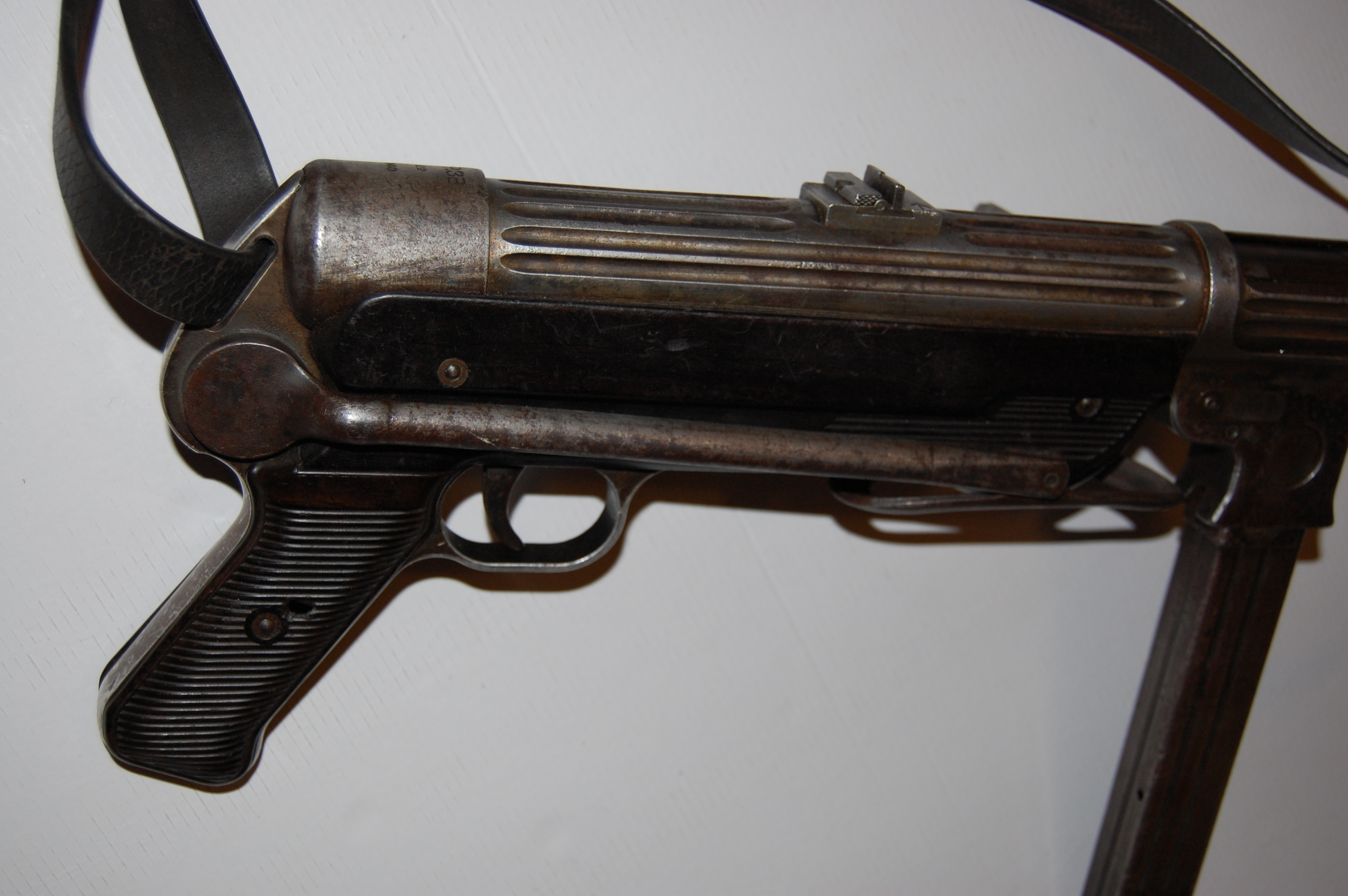
Détail des rainures du boîtier et de la planchette de hausse en deux parties

De nombreuses innovations sont expérimentées sur cette arme.
- Utilisation de bakélite pour le fût et les plaquettes de poignée
- Chargeur se situant en dessous de l'arme à l'instar du MP36, et non-plus latéralement comme sur ses prédécesseurs MP18 et MP28.
- Absence de manchon perforé permettant le refroidissement du canon. En lieu et place, le canon du MP 38 est de section plus épaisse à sa base qu'à l'embouchure.
- Sous le canon se trouve un appendice en aluminium qui servait à prendre appui sur le rebord d'un véhicule ou par les meurtrières de celui-ci sans risquer que le recul n'entraîne l'arme à l'intérieur lors du tir. On peut également imaginer que ce renfort en aluminium participe aussi au refroidissement du canon[1].
- Utilisation d'une hausse composée d'une planchette métallique en deux parties rabattables limitant le choix à 100 ou 200 mètres.
- Système très simple et rapide permettant le démontage de l'arme.

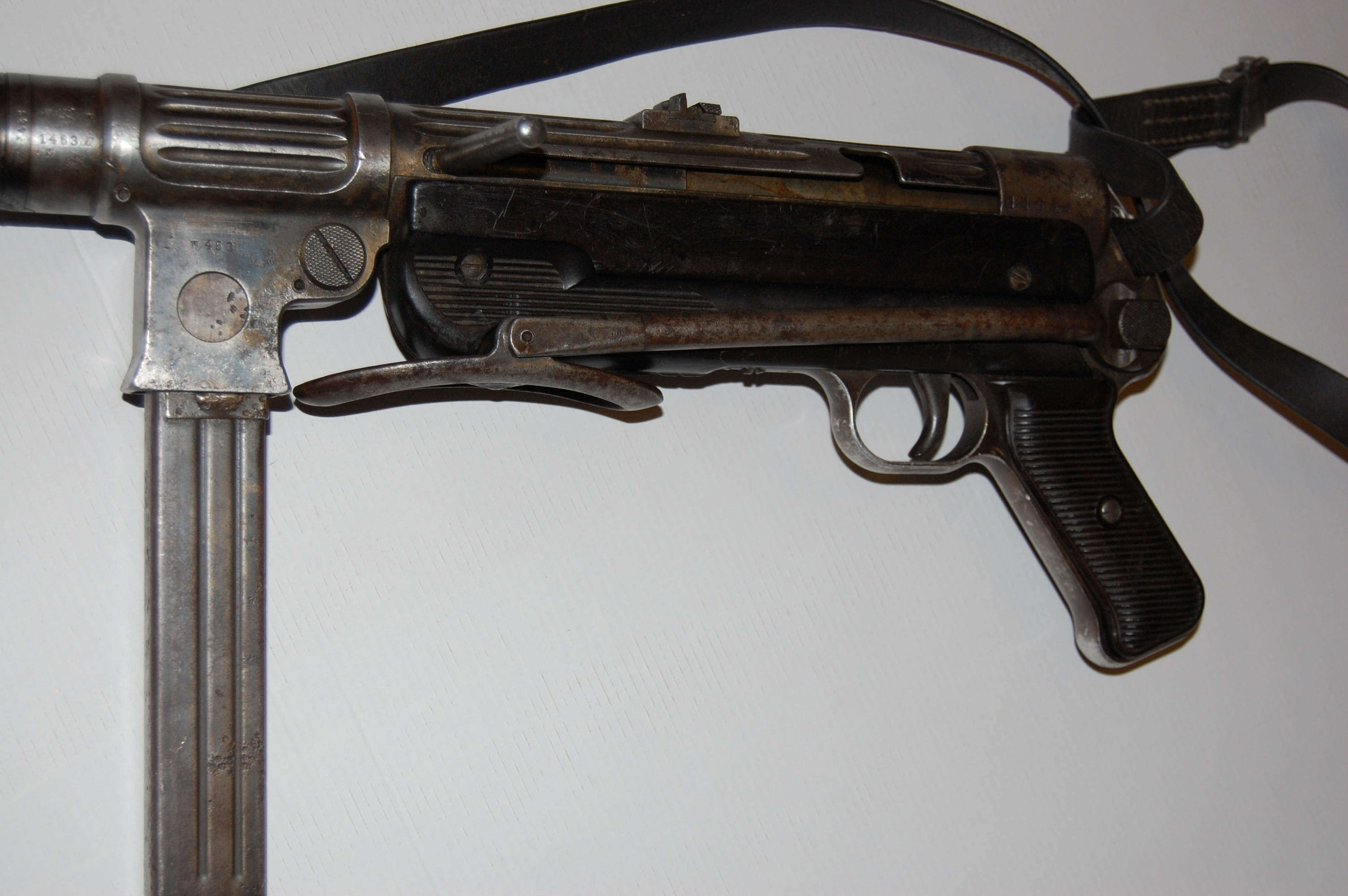
Détail du boitier de culasse et d'un levier d'armement particulier, sans doute modifié par le soldat ayant abandonné cette arme durant la bataille des Ardennes. On remarque aussi le dispositif de sécurité.

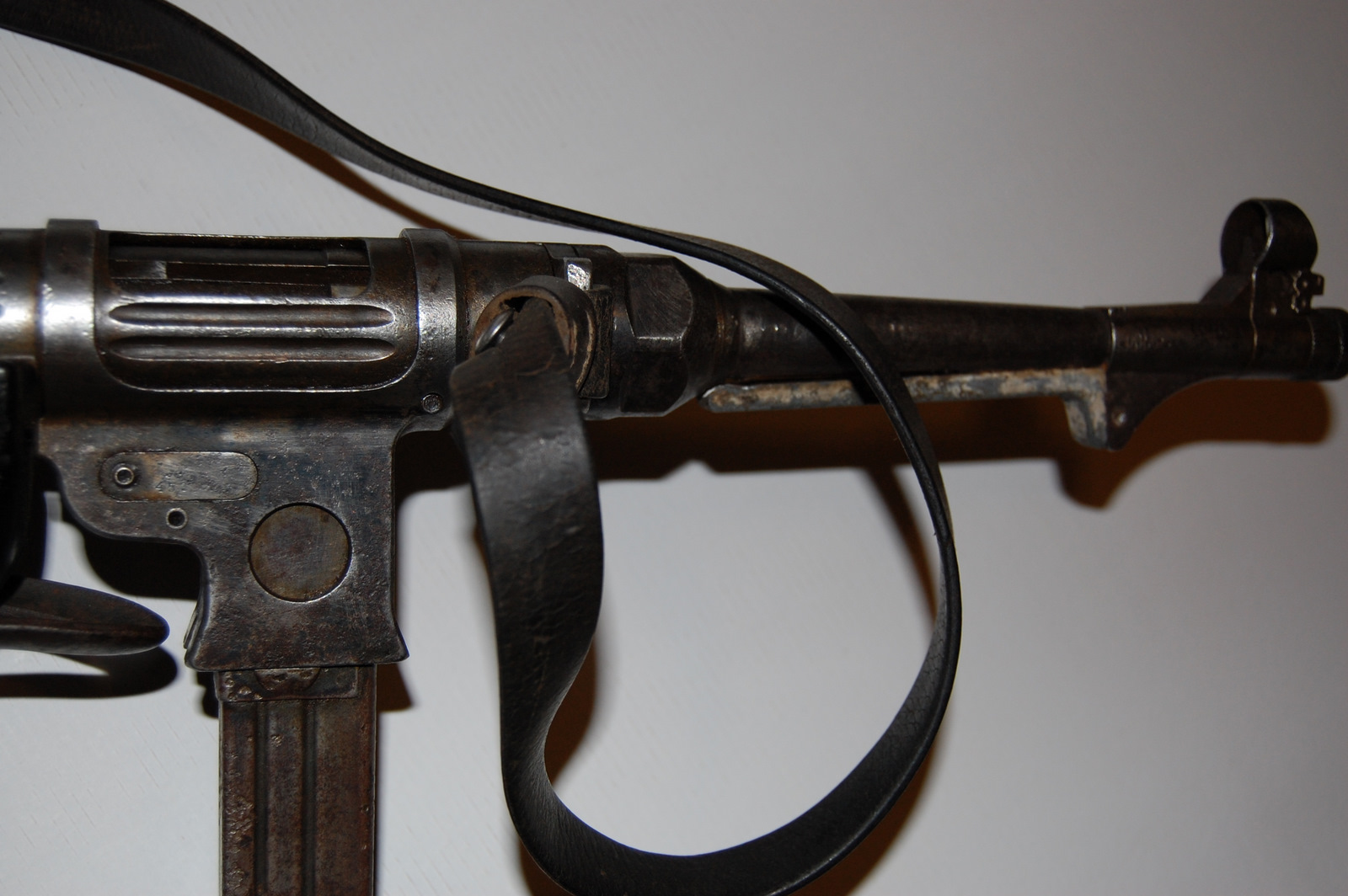
On aperçoit bien sur ce cliché, le rajout de l'appendice en aluminium sous le canon

La fabrication du MP 38 se réalisait principalement par usinage, ce qui demandait donc à la fois une main-d'œuvre qualifiée et des matériaux de premier choix. Il en résultait donc des surcoûts si l'on voulait aboutir à une réalisation réellement de qualité.
Le boîtier est parcouru de longues et profondes rainures longitudinales permettant d'alléger l'arme tout en lui assurant une rigidité suffisante. Le trou qu'on peut apercevoir dans le logement du chargeur contribue également à l'allègement du MP 38.
La sécurité des premiers exemplaires est assez rudimentaire puisque le levier d'armement (en arc de cercle) est maintenu par une lanière de cuir percé d'un œillet. Plus tard apparaît un levier d'armement qui ne changera plus (y compris sur les MP40) et qui viendra se placer dans une rainure en position de sécurité.

## Démontage de l'arme
Il ne faut que quelques secondes pour démonter l'arme en cinq éléments distincts permettant un nettoyage des parties mobiles principales.
- Le canon se démonte en dévissant le gros écrou qui le relie au boitier
- Le chargeur se retire en appuyant sur le gros bouton gaufré situé sur le logement du chargeur
- Sous le boîtier se trouve un bouton rotatif. En lui faisant effectuer une demi-rotation et en appuyant sur la détente de l'arme, on peut, en faisant tourner le boitier, par rapport à la carcasse, désolidariser ces deux éléments.
- Ensuite, on peut retirer l'ensemble percuteur-ressort récupérateur (celui-ci étant logé dans deux tubes télescopiques)

Le remontage s'effectue presque aussi rapidement et permet de remettre très vite l'arme en service en cas de besoin.

## Comportement au combat
La cadence de tir assez lente du MP 38 ainsi que son poids permettent une bonne précision pour le tir à courte distance (jusque 100 m) si l'utilisateur se contente de tir par courtes rafales.
L'arme doit être tenue par la main la plus forte au niveau de la poignée, la main faible servant à maintenir l'arme au niveau du fût. Il était déconseillé de tenir l'arme par le chargeur sans quoi elle risquait de s'enrayer.

## Fabrication

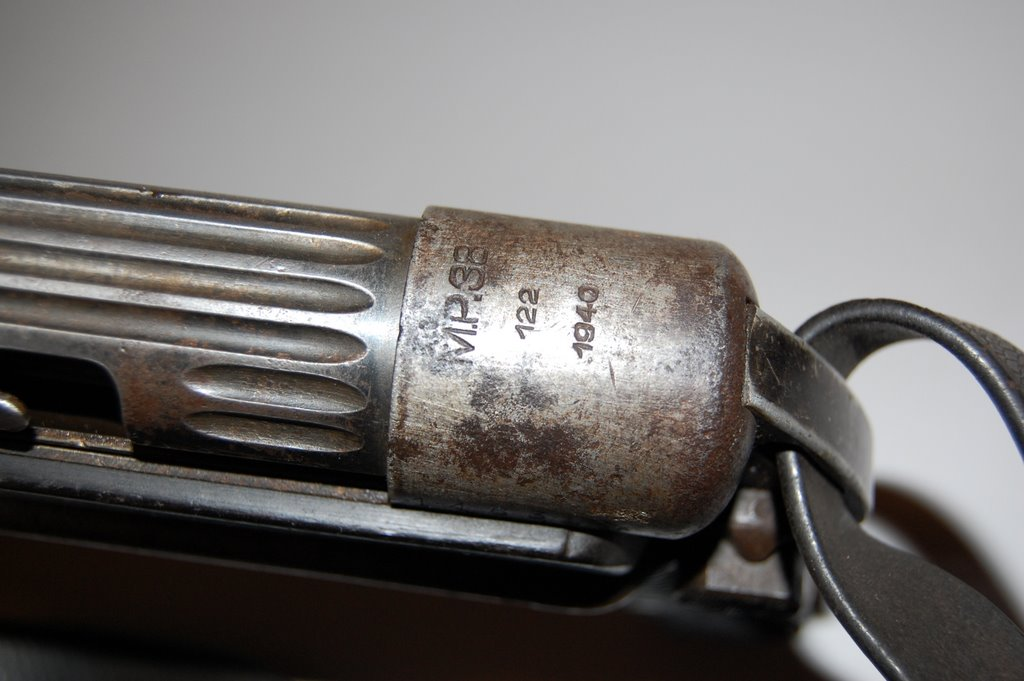
Indication du code 122 sur un MP 38 de fabrication Haenel (1940)

D'abord fabriqués par la firme Erma d'Erfurt (code 27), ils furent par la suite également fabriqués par la firme Haenel de Suhl (code 122)
La production commença très lentement en 1938 et les exemplaires fabriqués en 1938 et 1939 sont peu nombreux. A la déclaration de la guerre, 8 700 MP 38 étaient en service. Il existe peu de photos d'avant 1940 montrant cette arme en action. Des photos de mai et juin 1940 sont plus nombreuses. La production en série des MP 38 a sans-doute cessé fin 1940. Par extrapolation, on peut imaginer qu'un total de 10 000 à 20 000 MP 38 ont été fabriqués, alors que les MP40 commençaient à vraiment entrer en production.